# Giuseppe Pipitone Federico
Giuseppe Pipitone Federico (Palermo, 1860 – Palermo, 1940) è stato uno scrittore e giornalista italiano.

## Biografia
Insegnante di lettere e di storia nelle scuole secondarie e anche di letteratura italiana all'università, pubblicò accuratissimi studi di critica sulle opere di scrittori suoi contemporanei, che gli fecero conseguire, nel 1890, la Libera docenza, con effetti legali, in Letteratura italiana del secolo XIX presso la R. Università di Palermo.
Per la sua produzione intellettuale, fu particolarmente richiesta la collaborazione nelle riviste d'arte di tutta Italia. Particolarmente importante fu per Pipitone, nel 1883, la fondazione del giornale “Il Momento”.

## Il Momento
Il giornale fu il propulsore di un programma di propagazione del nuovo credo positivista e naturalista, sostenitore di Émile Zola e del verismo.
I fondatori Pipitone e Pietro Silvestri, con Girolamo Ragusa Moleti ed Enrico Onufrio, contarono della collaborazione di Mario Rapisardi, Giuseppe Aurelio Costanzo, Giuseppe Pitrè, Eliodoro Lombardi, Luigi Tulumello, Luigi Capuana, Giovanni Verga, Luigi Natoli, Ugo Fleres, Eduardo Giacomo Boner, Giovanni Alfredo Cesareo; ma anche di scrittori e studiosi non siciliani come Salvatore Di Giacomo, Carlo Dossi, Giovanni Mestica, Lorenzo Stecchetti, Eduardo Scarfoglio, Vittorio Pica, Raffaello Barbiera, Maria Giobbe, Pompeo Gherardo Molmenti, Filippo Turati.
Il Momento radunò i "ribelli intellettuali siciliani" agevolando il diffondersi della cultura francese nell'isola.

## Opere

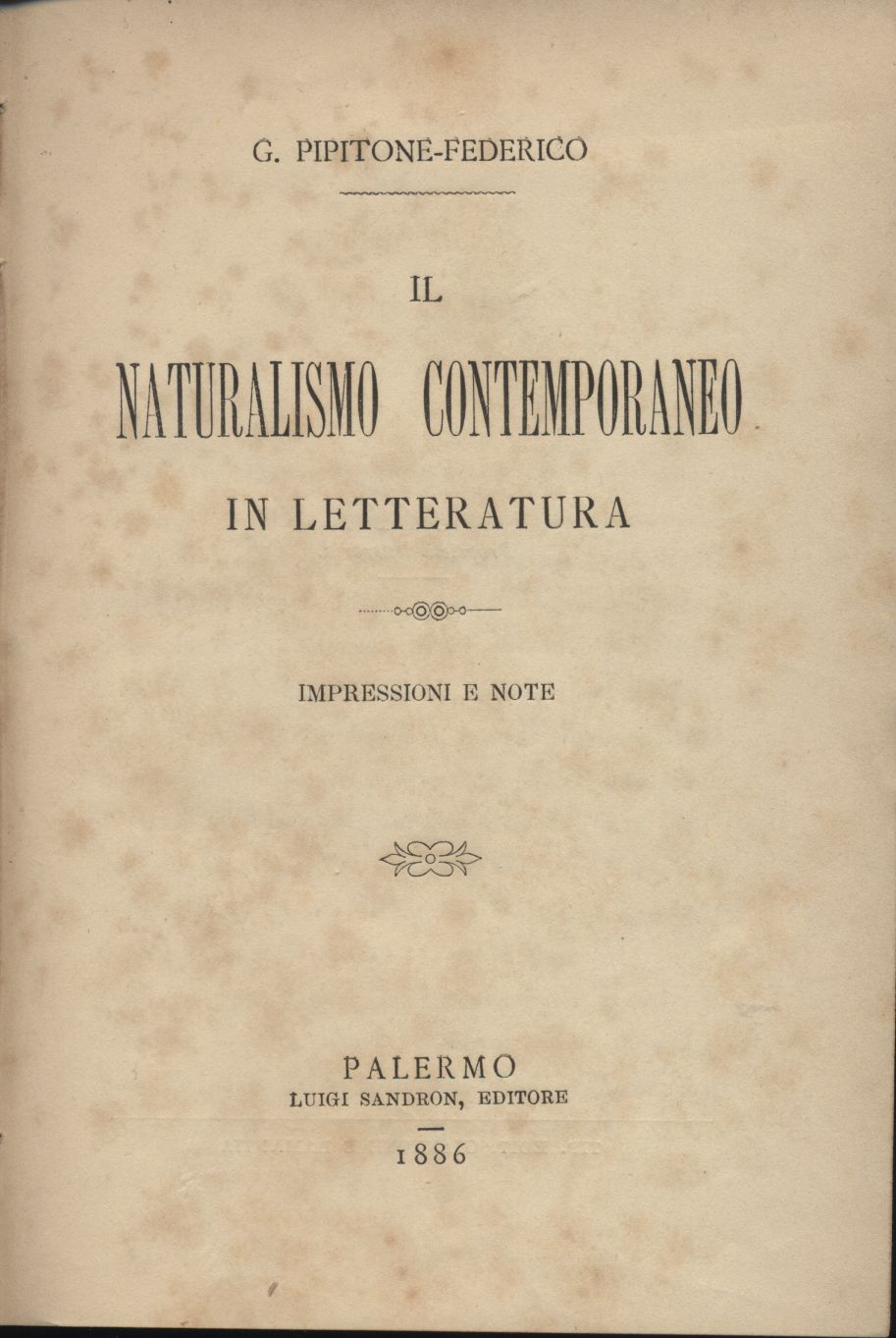
ed.1866

- François Coppée, Contes en vers et poésies diverses. Impressioni critiche, Palermo, Tipografia Lo Casto, 1882.
- A proposito di una partecipazione di morte del secolo XIV, 1885.
- Victor Hugo. Studio, Palermo, Giannone e Lamantia, 1885.
- Saggi di letteratura contemporanea. Prima serie, Palermo, Tipografia editr. Giannone & Lamantia, 1885.
- Saggi di letteratura contemporanea. Seconda serie, Palermo, G. Pedone-Lauriel, 1888.
- Il naturalismo contemporaneo in letteratura, Palermo, Luigi Sandron Editore, 1886.
- La Sicilia e la Guerra d'Otranto (1470-1484). Appunti e documenti, Palermo, Tipografia Dello Statuto, 1887.
- Laudi, Palermo, Tipografia Dello Statuto, 1887.
- Interessi letterari, 1888.
- Il concetto storico politico di Niccolò Machiavelli. Studio, Palermo, Tipografia Giornale di Sicilia, 1890.
- Un lembo di medio evo siciliano. Lettura, Palermo, Clausen, 1890.
- Note di letteratura contemporanea, Palermo, Pedone-Lauriel, 1891.
- I Chiaramonte di Sicilia. Appunti e documenti, 1891.
- Di alcuni caratteri letterari del secolo XVIII. Prolusione al corso pareggiato di letteratura italiana, Palermo, Lauriel, 1891.
- La mente di Francesco Perez. Commemorazione letta alla Società democratica di Palermo il 3 aprile 1892, Palermo, Tipografia Fratelli Vena, 1892.
- Il risorgimento nazionale narrato in 20 conferenze ai giovani del mio paese, Palermo, G. Pedone-Lauriel, 1892.
- Di alcuni caratteri della letteratura in Sicilia nella prima metà del sec. XIX, Palermo, Remo Sandron Editore, 1895 .
- Dell'Amalarico. Tragedia attribuita a Vincenzo Monti, Palermo, Tipografia F. Castellana, 1895.
- Giovanni Meli. I tempi, la vita, le opere. Studio, Milano [etc.], R. Sandron, 1898.

### Prefazioni
- Luigi Tulumello, Africa, Palermo, Tipografia Fratelli Vena, 1897